# Иглобрюхие
Иглобрю́хие, или иглобрю́ховые, или скалозу́бовые, или ры́бы-соба́ки, или четырёхзубовые, или четырёхзубые (лат. Tetraodontidae) — семейство морских, солоновато- и пресноводных рыб из отряда иглобрюхообразных. Распространены в субтропических и тропических водах.
Мясо рыб высоко ценится в странах Юго-Восточной Азии за его вкус. В Японии особым успехом пользуется блюдо фугу, приготовляемое из нескольких видов этих рыб. Готовящий его повар обязательно должен иметь диплом об окончании специальной школы, так как кожа и некоторые внутренние органы рыб смертельно ядовиты.

## Описание
Тело иглобрюхих рыб коротковатое и округлое. Они имеют, как правило, от маленького до среднего размера, хотя некоторые виды могут достигать длины более 1 м.
Иглобрюхие наиболее разнообразны в тропиках, относительно необычны в умеренном поясе и полностью отсутствуют в холодных водах. Кожа либо голая, либо снабжена шипиками, которые в состоянии покоя прилегают к телу. Брюшных плавников нет, грудные хорошо развиты и позволяют двигаться как вперёд, так и назад. Голова у рыб большая и толстая, рот маленький. Сросшиеся челюсти образуют пластинки, похожие на 4 зуба (отсюда название «четырёхзубы»).
От желудка иглобрюхих рыб отходят мешковидные выросты. При появлении опасности они наполняются водой или воздухом, из-за чего рыба становится похожей на раздувшийся шар с торчащими шипиками. Рыба может раздуваться, заглатывая воду, в случае атаки на неё. Шарообразное состояние делает рыб практически неуязвимыми. Если всё же достаточно крупный хищник попытается проглотить такой шар, то он застревает в глотке у хищника, который впоследствии умирает. Сами рыбы плотоядны либо всеядны.
Вид Torquigener albomaculosus был назван Дэвидом Аттенборо «величайшим художником животного мира» из-за уникальной привычки самцов ухаживать за самками, создавая гнезда в песке, состоящие из сложных геометрических узоров.

## Классификация
Семейство включает 29 родов и 200 видов в двух подсемействах:
- Подсемейство Tetraodontinae
  - Amblyrhynchotes Troschel, 1856 — Амблиринхоты[9]
  - Arothron Müller, 1841 — Аротроны
  - Auriglobus Kottelat, 1999
  - Carinotetraodon Benl, 1957 — Каринотетраодоны
  - Chelonodon Müller, 1841 — Мраморные иглобрюхи
  - Chonerhinos Bleeker, 1854
  - Colomesus Gill, 1884 — Иглобрюхи-попугайчики, или коломезусы
  - Contusus Whitley, 1947 — Контусы
  - Ephippion Bibron, 1855 — Эфиппионы
  - Feroxodon Su, Hardy & Tyler, 1986
  - Fugu Abe, 1952 — Фугу[10]
  - Guentheridia Gilbert & Starks, 1904 — Гюнтеридии, или иглобрюхи Гюнтера
  - Javichthys Hardy, 1985
  - Lagocephalus Swainson, 1839 — Зайцеголовые иглобрюхи[11]
  - Marilyna Hardy, 1982
  - Monotrete Bibron, 1855 — Монотреты, или иглобрюхи-монотреты
  - Omegophora Whitley, 1934
  - Pelagocephalus Tyler & Paxton, 1979 — Пелагические рыбы-собаки
  - Polyspina Hardy, 1983
  - Reicheltia Hardy, 1982
  - Sphoeroides Anonymous [Lacépède], 1798 — Рыбы-шары, или рыбы-собаки (род)[11]
  - Takifugu Abe, 1949 — Такифугу
  - Tetractenos Hardy, 1983
  - Tetraodon Linnaeus, 1758 — Иглобрюхи, или скалозубы, или четырёхзубы
  - Torquigener Whitley, 1930 — Иглобрюхи-торквигенеры
  - Tylerius Hardy, 1984 — Тилериусы
- Подсемейство Canthigasterinae
  - Canthigaster Swainson, 1839 — Острорылые иглобрюхи

Наиболее богаты видами следующие роды семейства: Tetraodon, Sphaeroides, Lagocephalus.

### Пресноводные иглобрюхие
Большинство видов живут в морских или солоноватых водах, но некоторые могут обитать в пресной воде. Около 35 видов проводят весь свой жизненный цикл в пресной воде. Эти пресноводные виды встречаются в разрозненных тропических регионах Южной Америки (Colomesus asellus), Африки (шесть видов Tetraodon) и Юго-Восточной Азии (Auriglobus, Carinotetraodon, Dichotomyctere, Leiodon и Pao).
Из обитающих в пресных водах, это прежде всего представители рода иглобрюхи (Tetraodon): фахак (T. fahaka) — обитает в Ниле, Нигере, озере Чад; мбу (T. mbu) — нижнее и среднее течение реки Конго; ещё семь видов пресноводных иглобрюхов обитает в водах Вест-Индии и северо-восточной части Южной Америки, включая Амазонку. Многие пресноводные иглобрюхие стали излюбленным объектом аквариумистов.

## Ядовитость
Ядовитыми являются многие виды семейства иглобрюхих. Токсины содержатся в кожном покрове, брюшине и некоторых внутренних органах рыбы — печени, кишечнике, гонадах, икре. Наиболее опасен из них тетродотоксин, который представляет собой сильнейший природный яд нервно-паралитического действия. При попадании в пищеварительный тракт он вызывает сильнейшие боли, конвульсии и обычно приводит к смерти.
Первые описания признаков отравления тетродотоксином дал в своём дневнике английский мореплаватель Джеймс Кук. Аборигены Новой Каледонии накормили скалозубовой рыбой Кука и двух натуралистов в составе его экспедиции:

«на стол подали только печень и молоки, к которым оба Форстера и я едва притронулись. Около трёх или четырёх часов утра мы почувствовали небывалую слабость во всех членах, сопровождаемую таким ощущением, будто окоченевшие на морозе руки и ноги сразу попали в огонь. Я уже почти ничего не чувствовал и даже утратил способность соизмерять тяжесть тел: кружка воды ёмкостью в одну кварту и перо казались в моей руке одинаково тяжёлыми».
Современные учёные установили, что рыба относилась к виду Pleuranacanthus sceleratus семейства иглобрюхих (скалозубовых).